# Slag bij Kinboern (1855)

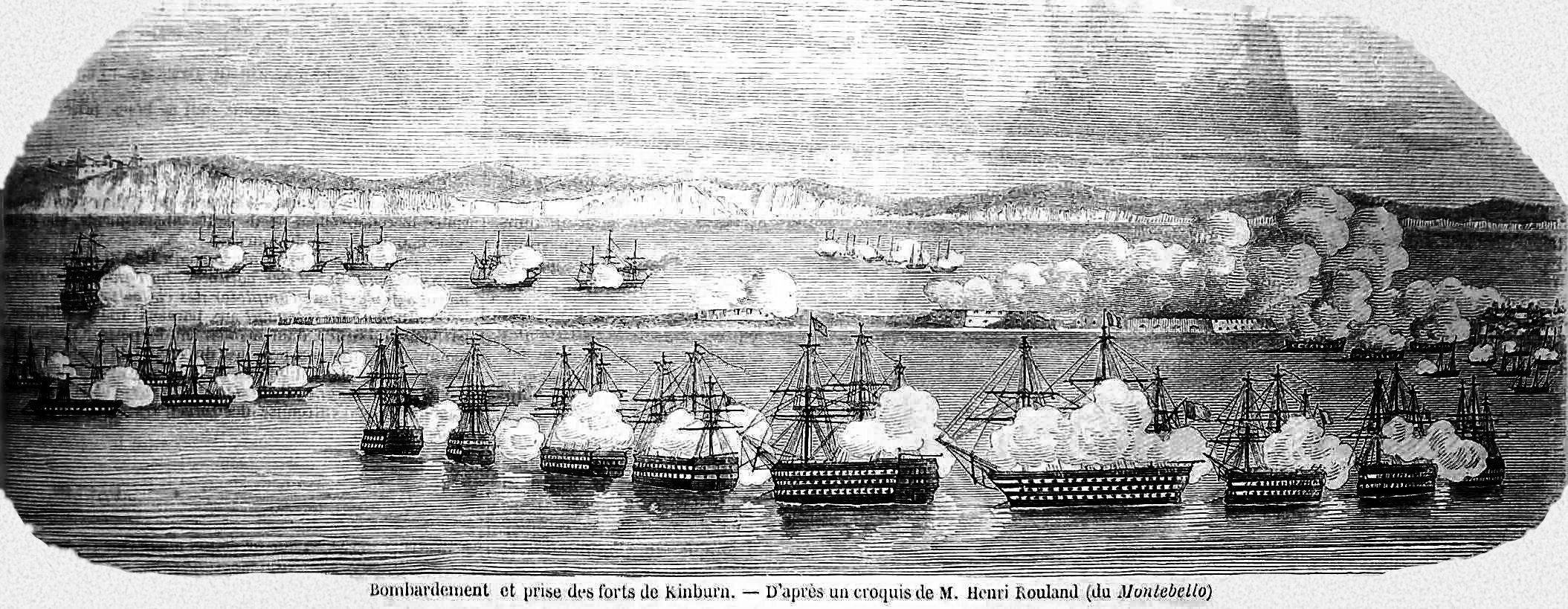
Beschieting van Kinboern.

De Slag bij Kinboern (ook Kinburn of Kılburun) was een beschieting vanuit zee door de Franse Marine en de Royal Navy van het Russische schiereiland Kinboern, op de zuidelijke oever van de Dnjepr. Het vond plaats op 17 oktober 1855, tegen het einde van de Krimoorlog. 
Drie ijzeren Franse schepen van de Dévastation-klasse onder bevel van François Achille Bazaine vernielden de vijf Russische forten, drie gebouwd van steen en twee alleen van zand, in vier uur tijd zonder zelf noemenswaardige schade te lijden. In deze forten stonden 81 kanonnen en mortieren opgesteld. Tijdens de slag vuurden de Franse schepen 3177 keer. De schepen werden regelmatig geraakt maar het pantser werd geen enkele keer doorboord. Er vielen op de Franse schepen slechts twee doden en 24 gewonden. Vanwege dit bewezen succes werden na afloop van de slag alle oorlogsschepen bepantserd.